# Nekrogoblikon
Nekrogoblikon ist eine 2006 gegründete US-amerikanische Melodic-Death-Metal-Band aus Kalifornien. Die Anfänge der Gruppe liegen in Palo Alto, vervollständigt wurde sie dann an der University of California, Santa Barbara (UCSB). Die Band tritt häufig in Los Angeles und im Raum Südkalifornien auf und hat dort eine etablierte Fangemeinde.

## Geschichte

### Gründung undGoblin Island(2006–2010)
Nekrogoblikon begann als Sommerprojekt von Tim Lyakhovetskiy und Nicholas Von Doom im Jahr 2006. Lyakhovetskiy und Von Doom nahmen das Album Goblin Island in der Garage von Tim in Palo Alto selbst auf. Als Lyakhovetskiy nach Santa Barbara zurückkehrte, machte er es sich zur Aufgabe, Nekrogoblikon in eine Live-Band umzuwandeln. Er engagierte Alex Duddy and Ashleigh Carracino um Von Dooms Gesangs- und Keyboardrollen zu übernehmen, Spencer Bartz, Alex Alereza und Austin Nickel übernahmen Schlagzeug, Gitarre und Bass. Nach elf Auftritten unter anderem beim "Headbang-for-the-Highway"-Bandwettstreit des "Whisky a Go Go" in Hollywood, zog Spencer nach Japan. Eddie Trager, ein Freund und ehemaliger Bandkollege von Alereza und Nickel, übernahm das Schlagzeug im September 2007. Weitere Veränderungen folgten, da Mitglieder die Universität verließen oder sich anderen Projekten zuwandten.

### Stench(2011–2012)
Am 19. Juli 2011 veröffentlichte die Band das Album Stench mit 12 Titeln. Im September 2012 veröffentlichten sie das Musikvideo für No One Survives, bei dem Brandon Dermer Regie führte und welches innerhalb der ersten drei Monate 1,5 Millionen Mal angesehen wurde. 2012 wurde Anthony Delorenzi am Keyboard durch Aaron Minich ersetzt. Im Juni 2013 traten Nekrogoblikon auf dem Download-Festival in Großbritannien, bei Rock am Ring, Rock im Park und weiteren europäischen Festivals auf.

### Power(2013)
Am 27. August 2013 veröffentlichte die Band Power. Das Kerrang!-Magazin gaben der EP 5 von 5 Sternen. Power wurde von Nekrogoblikon produziert und von Matt Hyde (Deftones, Children of Bodom) abgemischt.

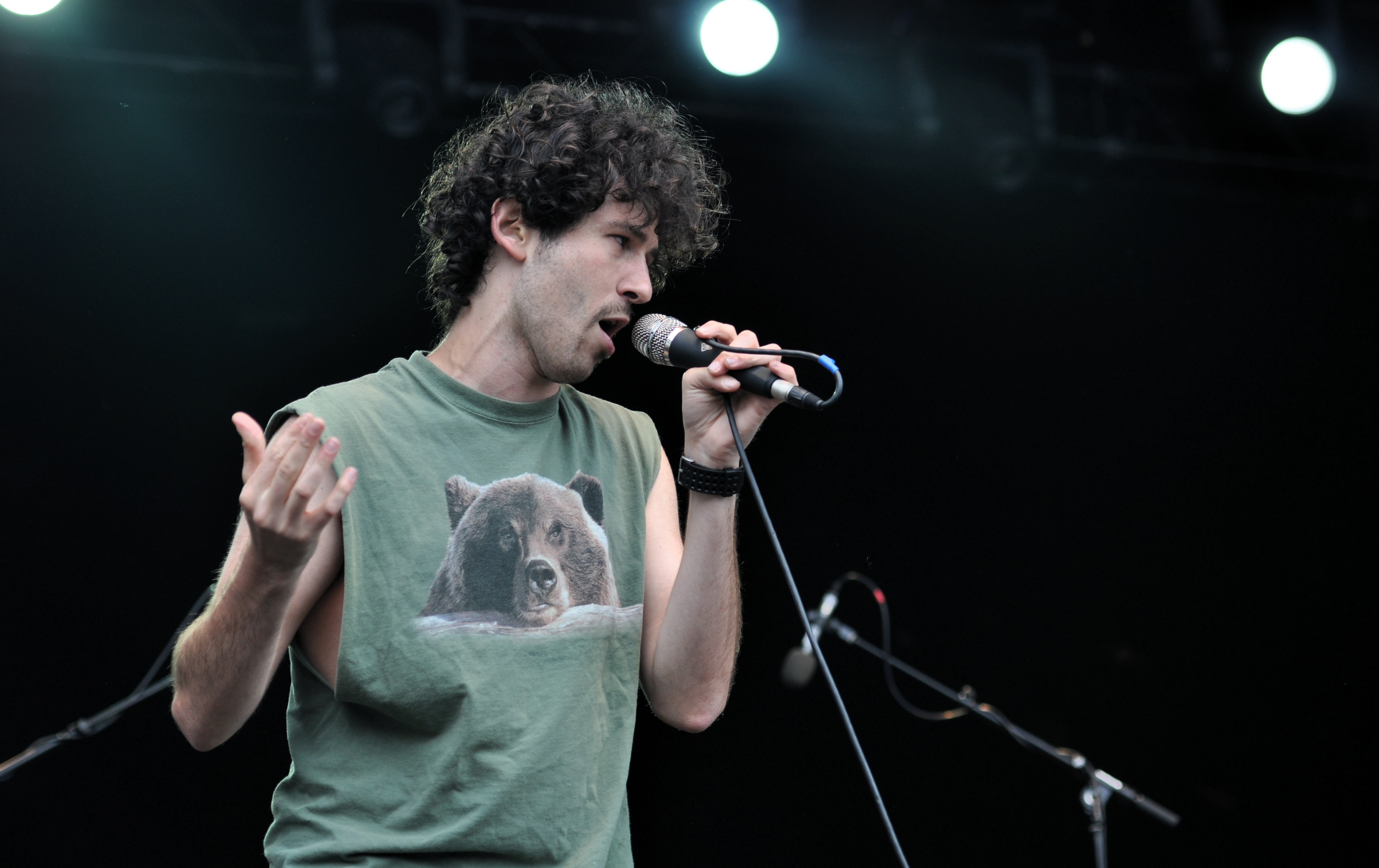
Nicholas Von Doom, Gesang
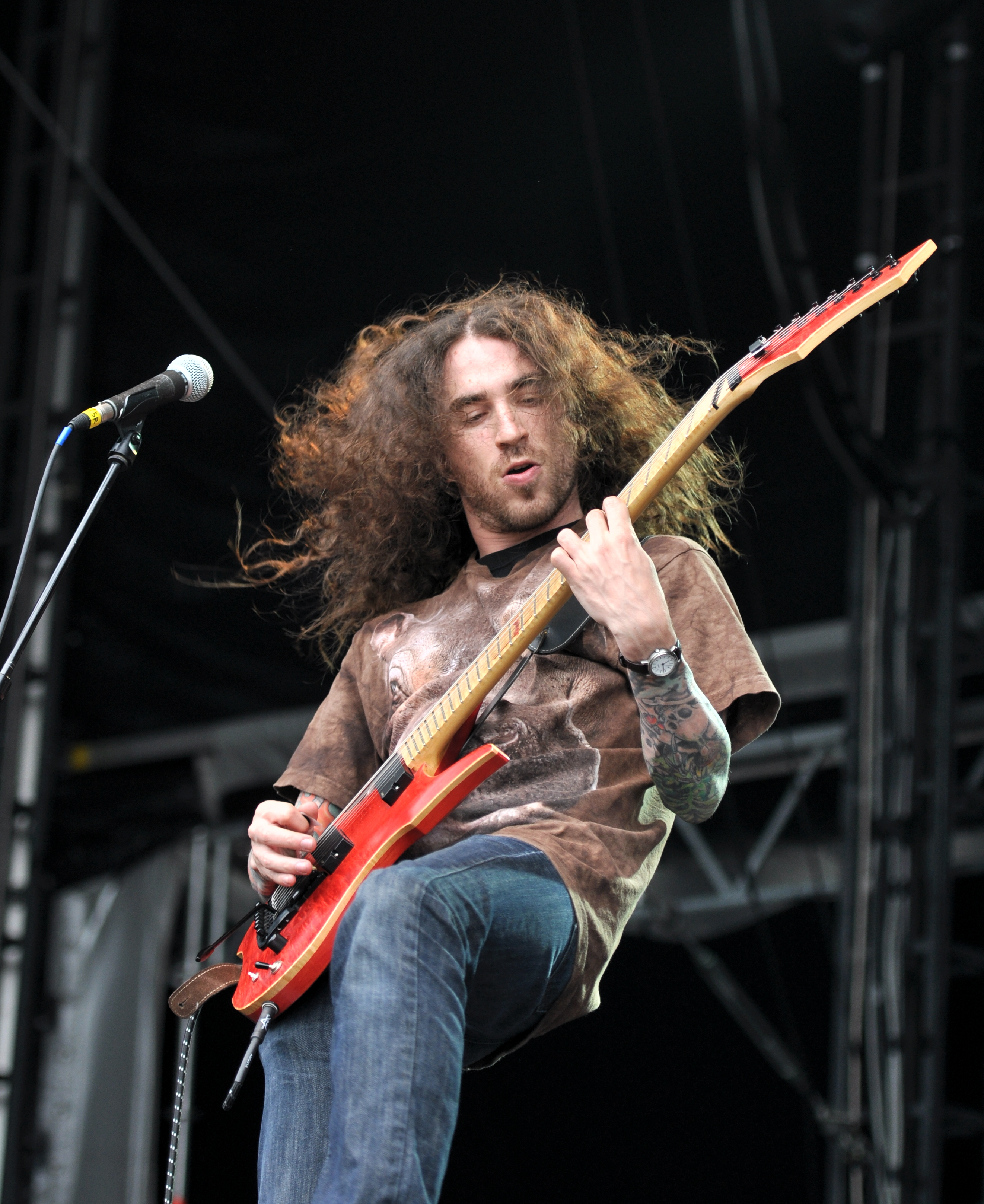
Tim Lyakhovetskiy, Gitarre
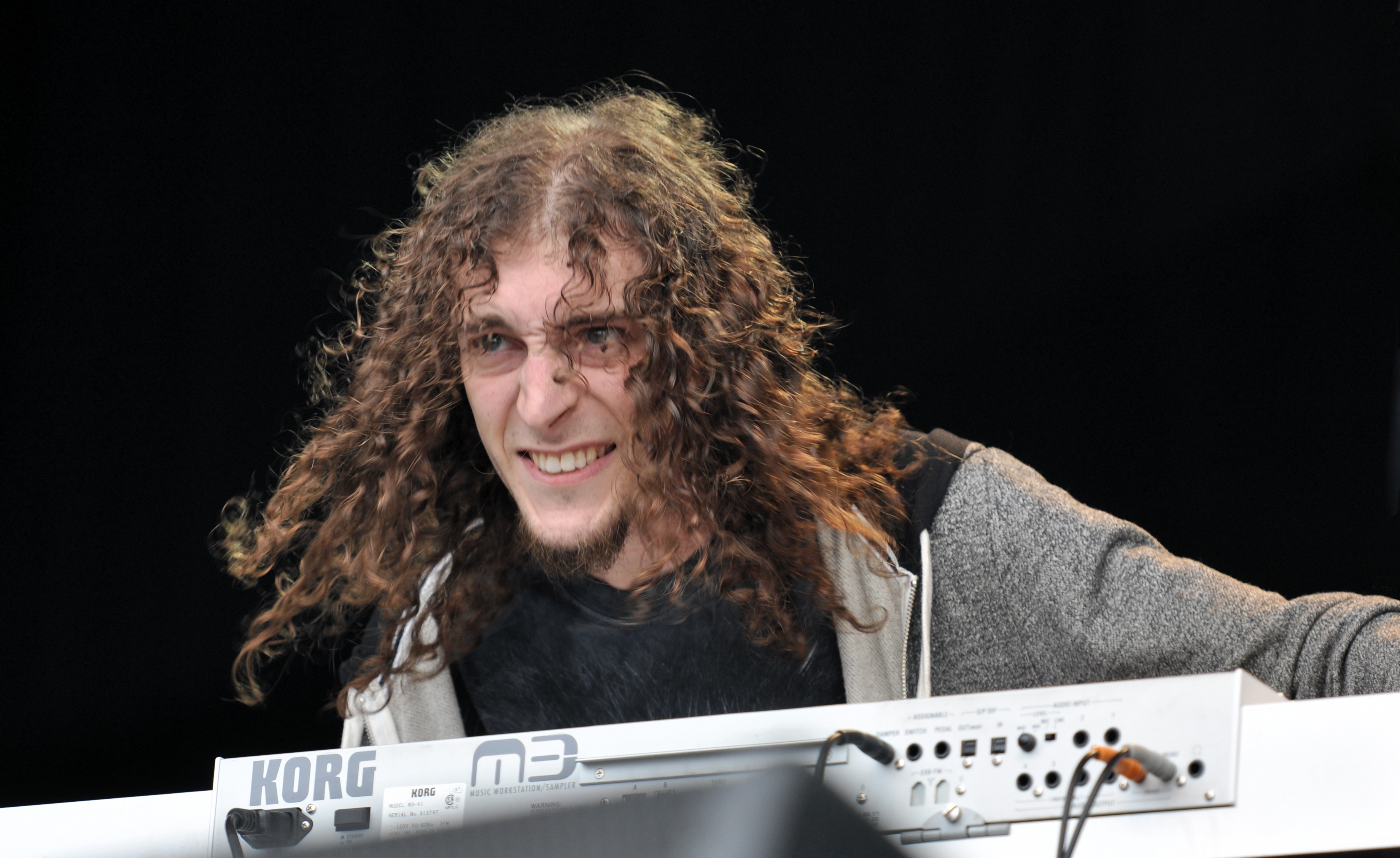
Aaron Minich, Keyboard
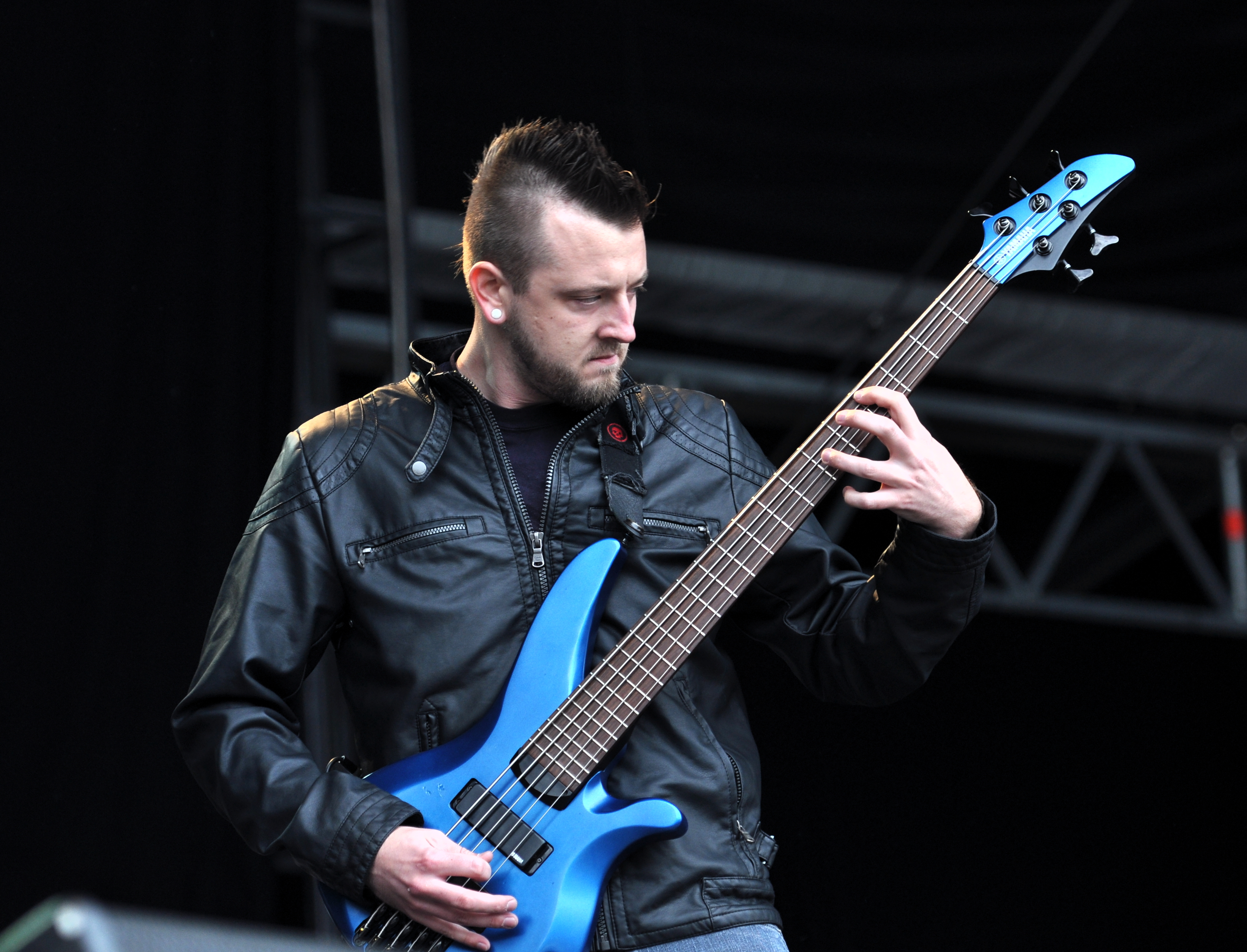
Brandon Frenzel, Bass
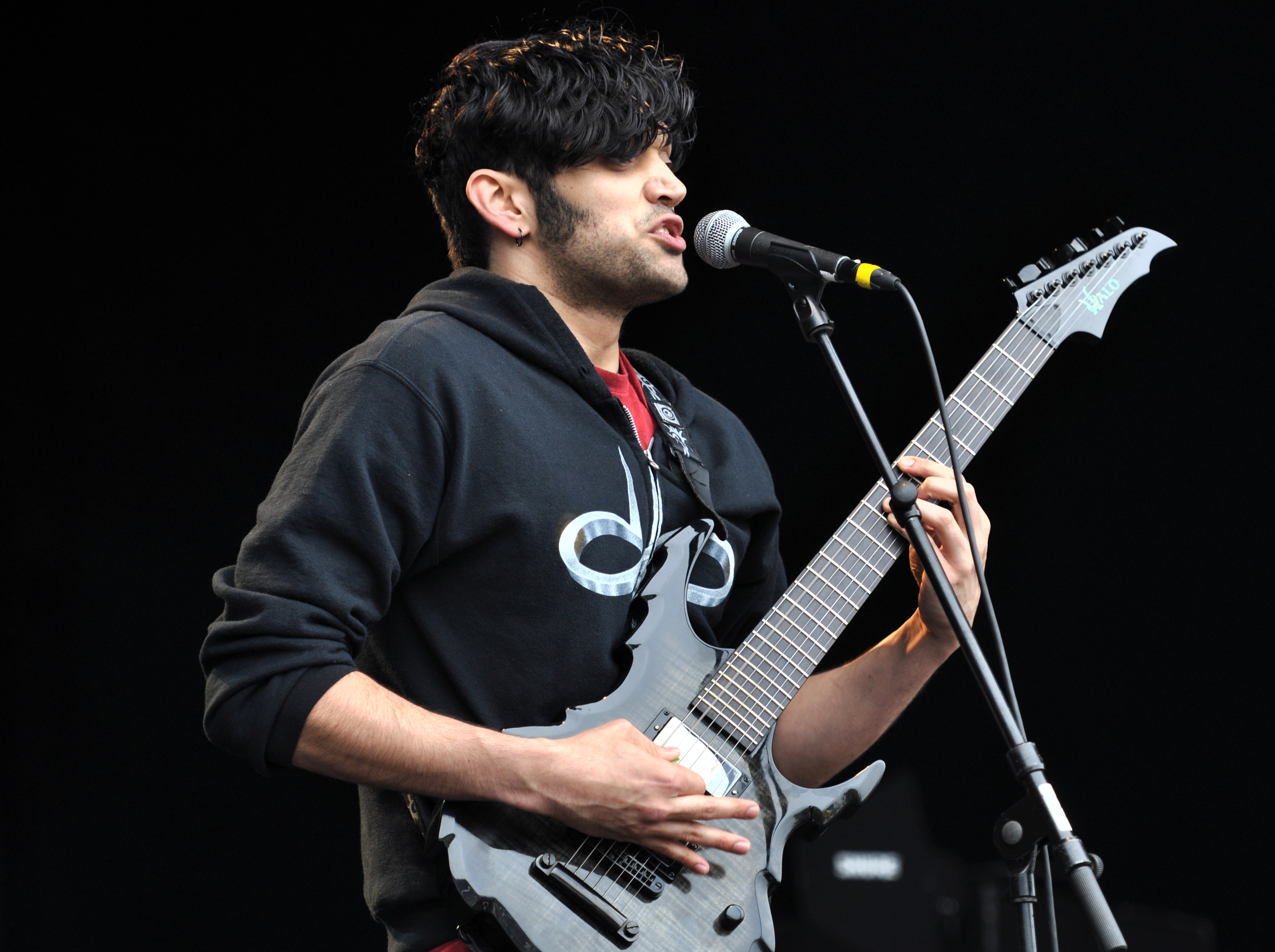
Alex Alereza, Gitarre

## Name

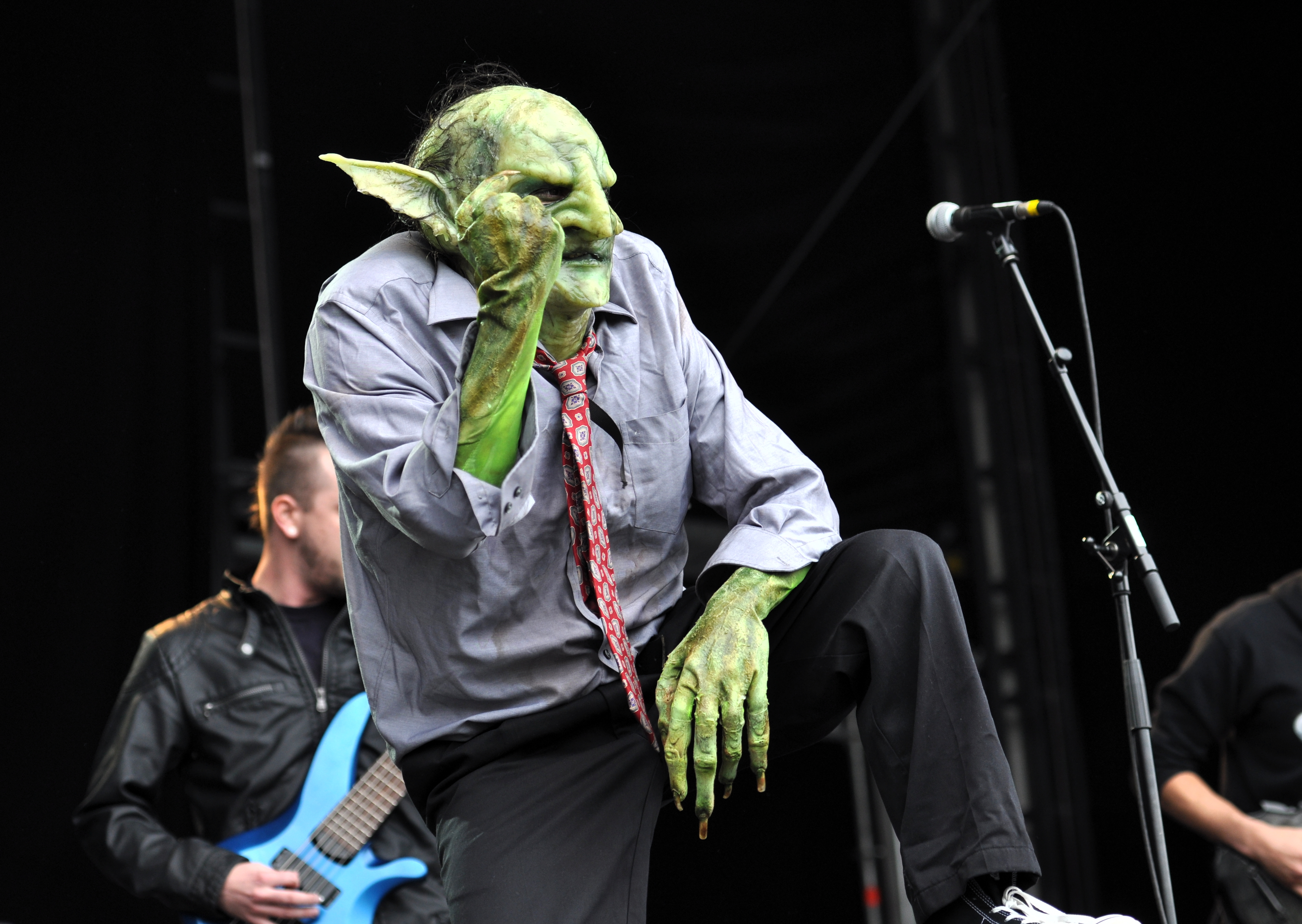
Der Goblin ist Namensgeber und Maskottchen

Der Name der Band stammt von den Hauptthemen Goblins – und dem Necronomicon aus H. P. Lovecrafts Cthulhu-Mythos. Die Stücke der Band sind dunkel und zeigen Einflüsse von Children of Bodom, Finntroll und 3 Inches of Blood.

## Diskografie
- 2007: Goblin Island (Album)
- 2011: Stench (Album)
- 2013: Power (EP)
- 2015: Heavy Meta (Album)
- 2018: Welcome to Bonkers (Album)
- 2022: The Fundamental Slimes and Humours (Album)

## Musikvideos
- 2012: No One Survives (Regie: Brandon Dermer)
- 2013: Powercore
- 2015: We need a Gimmick
- 2018: Dressed as Goblins